# 黃嘉俊
黃嘉俊（1974年10月22日—），台灣電影導演。

## 簡歷
黃嘉俊出生於台灣台北市。電影廣告戲劇導演，以《飛行少年》獲得台北電影節最佳紀錄片。2013年，拍摄《一首摇滚上月球》，獲台北電影節最佳觀眾票選獎及金馬獎最佳電影原創歌曲獎。2014年结婚。2020年，發表《男人與他的海》，獲台北電影獎三項大獎入圍，並得到台北電影節媒體推薦獎肯定。2021年4月1日在台灣正式上映。文字出版作品有《島與鯨。海洋之子》如何出版社;《讓我到你的生命裡走走》有鹿文化出版社。目前任教於臺灣藝術大學。